# Chuhatsu (lớp tàu đổ bộ)
Tàu Chuhatsu (中発) (中発) hay Tàu đổ bộ 13m là một loại tàu đổ bộ, dùng bởi Hải quân Đế quốc Nhật Bản trong Thế Chiến thứ 2. Nó là một phiên bản nhỏ hơn của lớp Daihatsu, với một đoạn dốc có thể hạ xuống để tải hàng hóa khi đáp lên bãi biển.
Nó còn được sử dụng bởi Hải quân đế quốc Nhật như tàu tiếp tế cho tàu tuần dương và phà vận chuyển máy bay.